# Raphicerus
Genre
Le Raphicère (Raphicerus) est un genre de petites antilopes d'Afrique australe, qui possède deux courtes cornes droites. Il fait partie de la petite famille des antilopes naines, comme les dik-diks, les oréotragues, les ourébis. Très farouche, il se manifeste seulement aux lever et coucher du soleil.

## Description
Le steenbok est une petite antilope dotée de grandes oreilles et de grands yeux. Avec le grysbok, elle est étroitement apparentée à l'ourébi. Elle atteint 45 à 60 cm de hauteur au garrot. La robe est faite de poils raides. Le mâle seul porte des cornes droites, lisses et pointues. La queue est courte et non touffue. Le dessous du corps est blanc. Le reste du corps est uniformément rougeâtre ou fauve grisâtre.

## Répartition
Il est présent en Afrique de l'Est (Kenya, Tanzanie) et en Afrique australe — Angola, Namibie, Afrique du Sud, Swaziland, Botswana, Mozambique, Zambie, Zimbabwe.

## Habitat
Le steenbok habite le désert du Kalahari, le semi-désert du parc national d'Etosha, mais aussi les plaines, les savanes boisées d'acacias. 

## Reproduction
Le steenbok vit généralement seul, sur un territoire de quatre hectares qu'il borne à l'aide de glandes situées entre ses sabots. La gestation dure 170 jours à l’issue de laquelle naît un seul petit. Celui-ci reste caché dans la végétation ; il est sevré à trois mois. La maturité sexuelle intervient vers l'âge de 6 à 8 mois pour les femelles, et 9 mois pour les mâles.

## Alimentation
Ruminant, herbivore, il se nourrit d'herbes, de feuilles et de fruits.

## Prédation

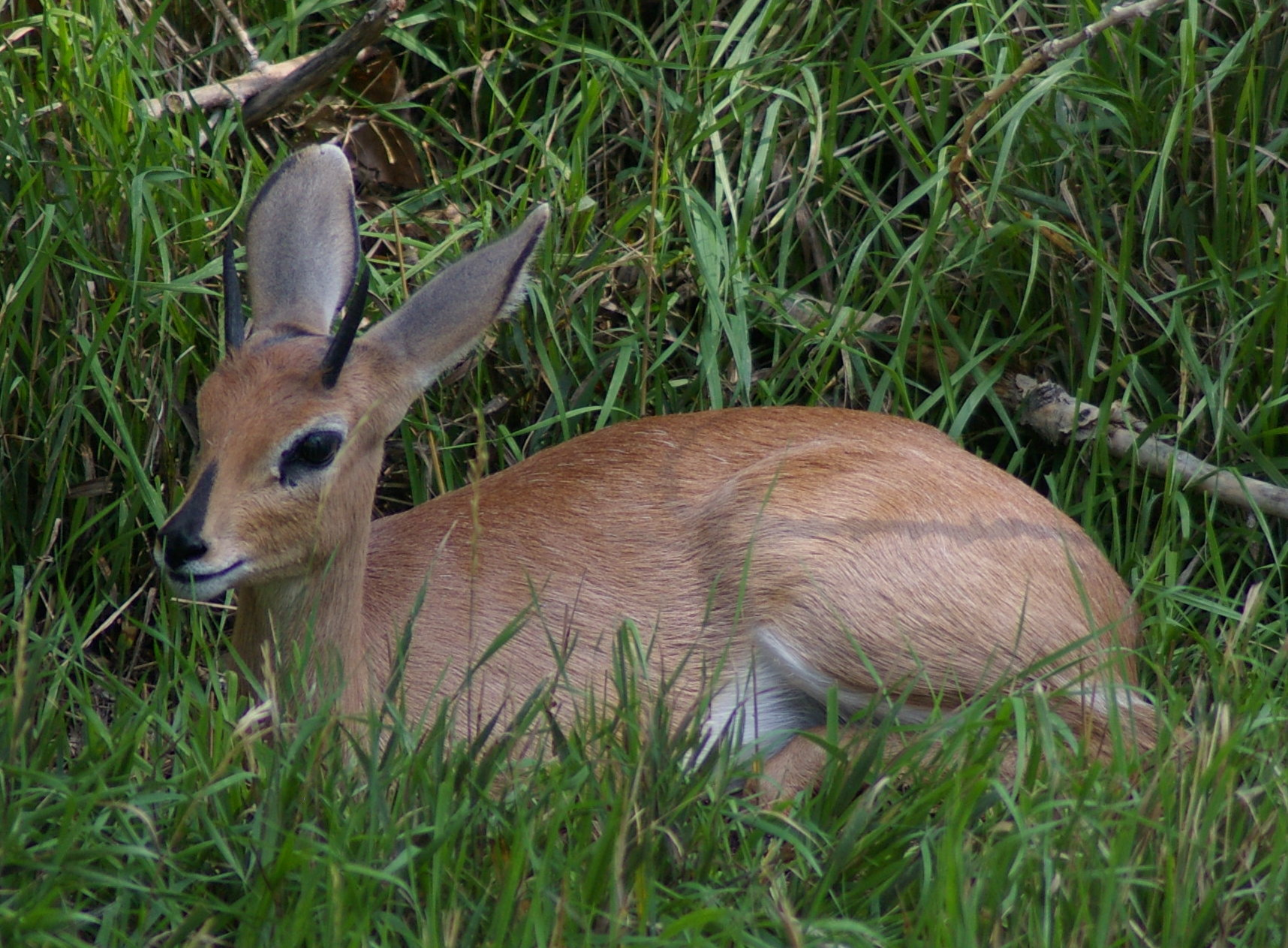
Steenbok couché.

En cas de danger, il court en zigzag dans la végétation à une vitesse de 50 km/h, il peut aussi se figer au sol, en s'aplatissant le cou étendu en avant. Il a de nombreux prédateurs : lions, chacals, guépards, léopards, lycaons, aigles, hyènes, caracals, pythons, hommes.

## Longévité

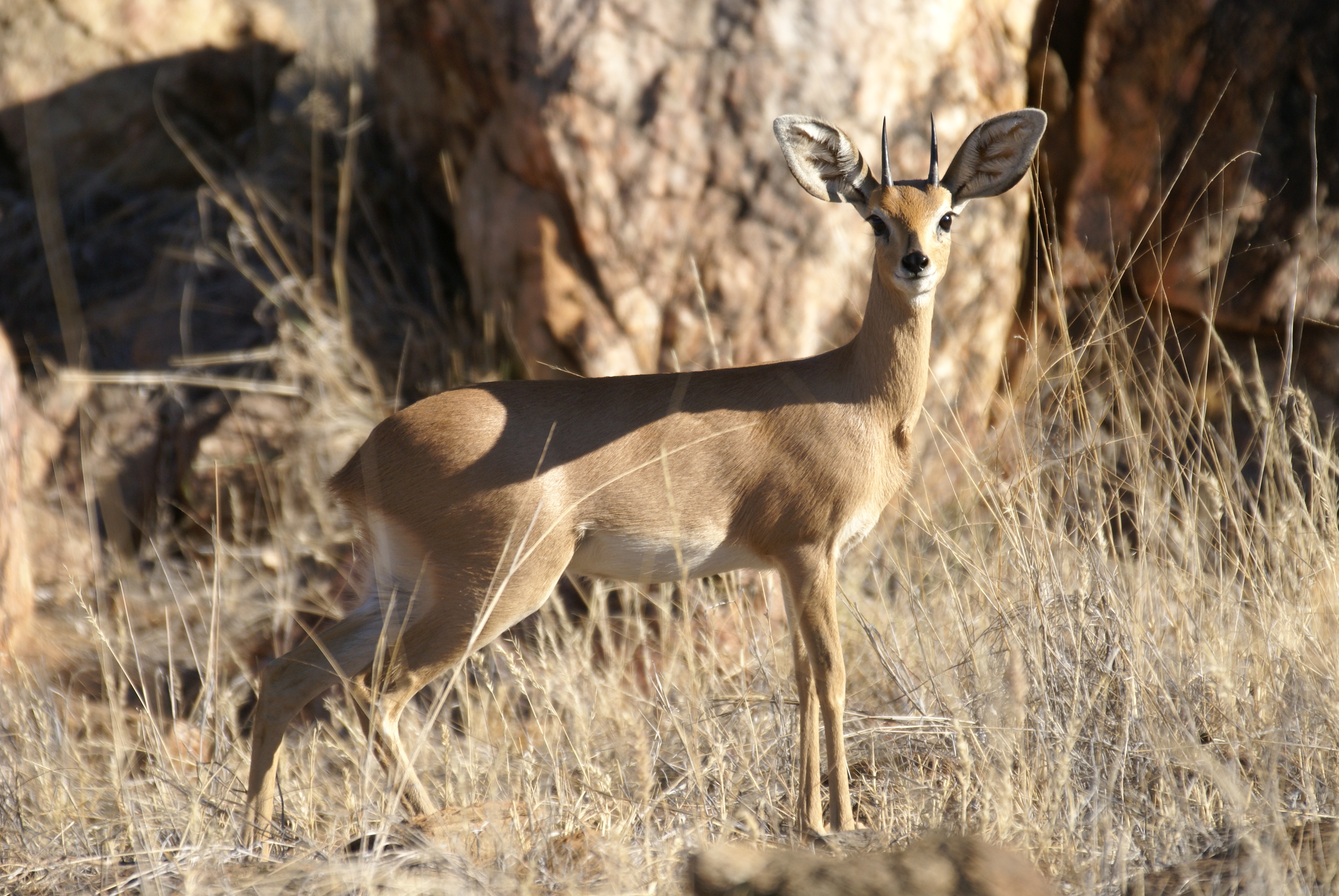
Steenbok mâle

Le steenbok vit 7,5 ans.

## Espèces de ce genre
Ce genre d'antilopes est constitué de trois espèces :
- Raphicerus campestris (Thunberg, 1811) - Raphicère Champêtre, steenbok, ou steinbok
- Raphicerus melanotis (Thunberg, 1811) - Raphicère du Cap
- Raphicerus sharpei Thomas, 1897 - Raphicère de Sharpe